# نشریه آموزش پرستاری
نشریه آموزش پرستاری (به انگلیسی: Journal of Nursing Education (JNE)) نام یک مجله علمی پژوهشی آموزش پرستاری و به صاحب امتیازی انجمن علمی پرستاری ایران  است.
این نشریه که با هدف ارتقای سطح اموزش پرستاری ، تحقیق در آموزش پرستاری و کاربرد آن در بالین، مسئله یابی، تصمیم گیری و حل مسئله در آموزش پرستاری، ارتقاء دانش و کابردی ساختن نتایج آموزش در بالین، ارزشیابی آموزشی در پرستاری، صلاحیت و شایستگی در آموزش پرستاری، اشنایی با شیوه‌های نوین آموزش پرستاری، آموزش پرستاری مبتنی بر شواهد، مقایسه روشهای مختلف آموزش پرستاری، آموزش پرستاری در بالین
آموزشی بالینی پرستاری، تربیت مربی در آموزش پرستاری، اخلاق در آموزش پرستاری فعالیت می‌نماید.
این مجله از سال ۱۳۹۱ پایه‌گذاری شده و مقالات منتشر شده در آن در زمینهٔ پژوهش‌ها و گسترش حرفه‌ای و کارکرد بالینی و آکادمیک آموزش پرستاری است. این نشریه دارای رتبه علمی پژوهشی از  کمسیون نشریات علوم پزشکی کشور می‌باشد.